# Sumberjo (Plandaan)
Sumberjo is een bestuurslaag in het regentschap Jombang van de provincie Oost-Java, Indonesië. Sumberjo telt 2469 inwoners (volkstelling 2010).